# Heliophila patens
Heliophila patens är en korsblommig växtart som beskrevs av Daniel Oliver. Heliophila patens ingår i släktet solvänner, och familjen korsblommiga växter. Inga underarter finns listade i Catalogue of Life.